# Viviparinae
Viviparinae is een onderfamilie van weekdieren uit de klasse van de Gastropoda (slakken).

## Geslachten
- Galizgia Mikhaylovskiy, 1903
- Kosovia Atanacković, 1959 †
- Trochopaludina Starobogatov, 1986
- Tulotoma Haldeman, 1840
- Viviparus Montfort, 1810